# Liste der Bodendenkmale in Gosen-Neu Zittau
Die Liste der Bodendenkmale in Gosen-Neu Zittau enthält alle Bodendenkmale der brandenburgischen Gemeinde Gosen-Neu Zittau und ihrer Ortsteile. Grundlage ist die Veröffentlichung der Landesdenkmalliste mit dem Stand vom 31. Dezember 2020. Die Baudenkmale sind in der Liste der Baudenkmale in Gosen-Neu Zittau aufgeführt.
|    | Gemarkung                        | Flur | Kurzansprache                                                                                   | Bodendenkmalnummer | Bemerkung | Bild |
| -- | -------------------------------- | ---- | ----------------------------------------------------------------------------------------------- | ------------------ | --------- | ---- |
| 1  | Gosen, Gosen-Neu Zittau (Lage)   | 4, 3 | Rast- und Werkplatz Mesolithikum, Siedlung Neolithikum, Siedlung Bronzezeit                     | 90371              |           |      |
| 2  | Neu Zittau (Lage)                | 1    | Siedlung Bronzezeit                                                                             | 90376              |           |      |
| 3  | Neu Zittau (Lage)                | 3    | Rast- und Werkplatz Mesolithikum                                                                | 90377              |           |      |
| 4  | Neu Zittau (Lage)                | 3    | Siedlung römische Kaiserzeit, Siedlung Steinzeit                                                | 90378              |           |      |
| 5  | Neu Zittau (Lage)                | 3    | Rast- und Werkplatz Mesolithikum, Siedlung Urgeschichte                                         | 90384              |           |      |
| 6  | Neu Zittau (Lage)                | 1    | Siedlung Steinzeit, Siedlung Urgeschichte                                                       | 90385              |           |      |
| 7  | Hartmannsdorf, Neu Zittau (Lage) | 6, 5 | Rast- und Werkplatz Mesolithikum                                                                | 90434              |           |      |
| 8  | Neu Zittau (Lage)                | 5    | Münzfund Neuzeit, Siedlung Urgeschichte                                                         | 90961              |           |      |
| 9  | Neu Zittau (Lage)                | 5    | Siedlung römische Kaiserzeit, Siedlung Neolithikum                                              | 90962              |           |      |
| 10 | Neu Zittau (Lage)                | 5    | Siedlung Steinzeit                                                                              | 90963              |           |      |
| 11 | Neu Zittau (Lage)                | 1, 5 | Siedlung Steinzeit, Siedlung Urgeschichte                                                       | 90964              |           |      |
| 12 | Neu Zittau (Lage)                | 5    | Siedlung Eisenzeit, Siedlung Neolithikum, Rast- und Werkplatz Mesolithikum, Siedlung Bronzezeit | 90965              |           |      |
| 13 | Neu Zittau (Lage)                | 5    | Siedlung Steinzeit                                                                              | 90966              |           |      |
| 14 | Neu Zittau (Lage)                | 3    | Rast- und Werkplatz Mesolithikum                                                                | 91003              |           |      |